# Susanne Ekman
Susanne Ekman (Nacka, 4 dicembre 1978) è un'ex sciatrice alpina svedese.

## Biografia
Originaria di Saltsjöbaden e attiva in gare FIS dal febbraio del 1995, la Ekman esordì in Coppa Europa il 10 dicembre 1998 a Sankt Sebastian in slalom gigante e in Coppa del Mondo il 24 gennaio 1999 a Cortina d'Ampezzo nella medesima specialità, in entrambi i casi senza completare la prova. Ai Mondiali di Sankt Anton am Arlberg 2001, suo debutto iridato, si classificò 29ª nello slalom gigante e non completò lo slalom speciale; l'anno dopo ai XIX Giochi olimpici invernali di Salt Lake City 2002, sua unica presenza olimpica, fu 22ª nello slalom speciale.
Nel 2003 conquistò l'unico podio in Coppa Europa, il 16 gennaio ad Adelboden in slalom speciale (3ª), ottenne il miglior piazzamento in Coppa del Mondo, il 26 gennaio a Maribor nella medesima specialità (11ª), e prese parte ai suoi ultimi Mondiali: nella rassegna iridata di Sankt Moritz si classificò 29ª nello slalom gigante e 21ª nello slalom speciale. Prese per l'ultima volta il via in Coppa del Mondo il 29 febbraio 2004 a Levi in slalom speciale, senza completare la prova, e si ritirò al termine di quella stessa stagione 2003-2004; la sua ultima gara fu uno slalom speciale FIS disputato il 17 aprile a Sälen, chiuso dalla Ekman al 9º posto.

## Palmarès

### Coppa del Mondo
- Miglior piazzamento in classifica generale: 59ª nel 2003

### Coppa Europa
- Miglior piazzamento in classifica generale: 47ª nel 2001 e nel 2002
- 1 podio:
  - 1 terzo posto

### Nor-Am Cup
- Miglior piazzamento in classifica generale: 41ª nel 2002
- 1 podio:
  - 1 vittoria

#### Nor-Am Cup - vittorie
| Data             | Località | Paese       | Specialità |
| ---------------- | -------- | ----------- | ---------- |
| 18 novembre 2001 | Loveland | Stati Uniti | SL         |

Legenda:

SL = slalom speciale

### Campionati svedesi
- 1 medaglia (dati parziali):
  - 1 oro (slalom speciale nel 2001)